# 여성영화인모임
여성영화인모임은 여성영화인의 권익옹호와 저변확대 및 질적향상을 도모하기 위하여 2001년 3월 22일 설립된 대한민국 문화체육관광부 소관의 사단법인이다. 사무실은 서울특별시 종로구 청진동 11-6 삼선빌딩 502호에 있다.

## 주요 사업
- 여성영화인력 양성 및 여성 영화인재교육 사업
- 국내 여성영화인의 작품에 대한 국내외 배급 및 상영사업 등
- 영화제작 관련 다양한 분야에서 창의성과 전문성을 바탕으로 한국영화의 질적 성장에 기여하고 있는 여성영화인들에게 올해의 여성영화인상을 수여

## 같이 보기
- 올해의 여성영화인상